# Кроче дел Монте (Анкона)
Кроче дел Монте је насеље у Италији у округу Анкона, региону Марке.
Према процени из 2011. у насељу је живело 99 становника. Насеље се налази на надморској висини од 199 м.